# Солт-Лік (Кентуккі)
Солт-Лік (англ. Salt Lick) — місто (англ. city) в США, в окрузі Бат штату Кентуккі. Населення — 247 осіб (2020).

## Географія
Солт-Лік розташований за координатами 38°7′10″ пн. ш. 83°36′56″ зх. д. / 38.11944° пн. ш. 83.61556° зх. д. (38.119484, -83.615675).  За даними Бюро перепису населення США в 2010 році місто мало площу 2,05 км², з яких 2,02 км² — суходіл та 0,02 км² — водойми.

## Демографія
Згідно з переписом 2010 року, у місті мешкали 303 особи в 124 домогосподарствах у складі 80 родин. Густота населення становила 148 осіб/км².  Було 154 помешкання (75/км²).
Расовий склад населення:
| - 99,0 % — білих - 0,3 % — корінних американців - 0,3 % — чорних або афроамериканців |

До двох чи більше рас належало 0,3 %. Частка іспаномовних становила 0,0 % від усіх жителів.
За віковим діапазоном населення розподілялося таким чином: 25,1 % — особи молодші 18 років, 64,0 % — особи у віці 18—64 років, 10,9 % — особи у віці 65 років та старші. Медіана віку мешканця становила 37,7 року. На 100 осіб жіночої статі у місті припадало 84,8 чоловіків;  на 100 жінок у віці від 18 років та старших — 86,1 чоловіків також старших 18 років.
Середній дохід на одне домашнє господарство  становив 49 659 доларів США (медіана — 29 750), а середній дохід на одну сім'ю — 59 362 долари (медіана — 33 750). За межею бідності перебувало 36,5 % осіб, у тому числі 32,3 % дітей у віці до 18 років та 4,8 % осіб у віці 65 років та старших.
Цивільне працевлаштоване населення становило 114 особи. Основні галузі зайнятості: освіта, охорона здоров'я та соціальна допомога — 39,5 %, виробництво — 13,2 %, мистецтво, розваги та відпочинок — 12,3 %.